# VCard
vCard – standard formatu plików, używany do wymiany danych osobowych, czyli elektronicznych wizytówek. Wizytówki vCard są często dołączane do wiadomości e-mail, ale mogą być przekazywane na wiele innych sposobów, takich jak strony WWW czy telefony komórkowe. vCardy mogą zawierać informacje o personaliach, adresowe, telefoniczne, adresy internetowe, loga, fotografie, a także elementy dźwiękowe.
Format vCard, znany też jako Versitcard, został zaproponowany w 1995 przez konsorcjum Versit, do którego należały firmy Apple Computer, AT&T (później Alcatel-Lucent), IBM i Siemens. W grudniu 1996 własność formatu została przekazana do Internet Mail Consortium, zrzeszenia firm zainteresowanych pocztą internetową.
Obok vCard stworzono także standard wymiany danych o nadchodzących spotkaniach – vCalendar, który został później zastąpiony przez iCalendar. Internet Mail Consortium ogłosiło, że ma nadzieję, że programiści wykorzystujący standard vCalendar uaktualnią swoje oprogramowanie tak, że będzie kompatybilne i z vCalendar 1.0 i z iCalendar.
Standard vCard w wersji 2.1 jest obsługiwany przez znaczną część oprogramowania do poczty elektronicznej. Wersja 3.0 jest obecnie zaproponowana przez IETF zawartą w RFC 2425 ↓ i RFC 2426 ↓.
Tradycyjnym rozszerzeniem plików vCard jest .vcf.
hCard jest dokładnym odpowiednikiem vCard w semantyce XHTML.

## Przykład zawartości vCard
Nazwisko_Imie.vcf
```
BEGIN:VCARD
VERSION:2.1
FN:Imie Nazwisko
N:Nazwisko;Imie
ADR;WORK;PREF;ENCODING=QUOTED-PRINTABLE:;Kacze Dołki 03-234=0APolska;Brzozowa 34
LABEL;ENCODING=QUOTED-PRINTABLE;WORK;PREF:Brzozowa 34=0AUstrzyki Dolne 03-234=0APolska
TEL;CELL:+48-602-602-602
EMAIL;INTERNET:user@example.com
UID:
END:VCARD
```

Ktos.vcf
```
BEGIN:VCARD
VERSION:3.0
N:;Ktos;;;
FN:Ktos
TEL;TYPE=HOME:575725696
END:VCARD
```